# Musa laterita
Musa laterita là một loài thực vật có hoa trong họ Musaceae. Loài này được Cheesman miêu tả khoa học đầu tiên năm 1949.

## Hình ảnh

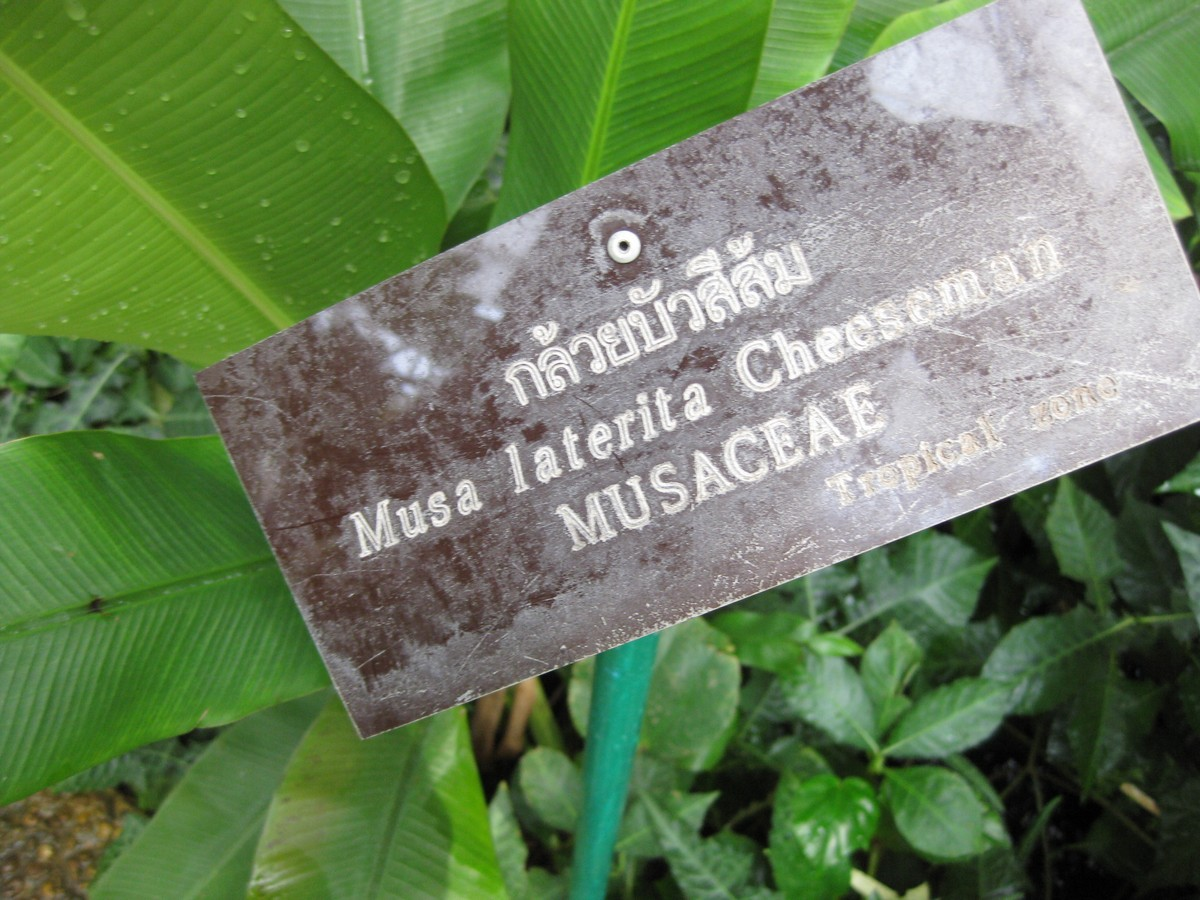